# Micreumenes adelphus
Micreumenes adelphus är en stekelart som först beskrevs av Meade-waldo 1911.  Micreumenes adelphus ingår i släktet Micreumenes och familjen Eumenidae. Inga underarter finns listade i Catalogue of Life.